# Jon Inge Høiland
Jon Inge Høiland (ur. 20 września 1977 w Fåbergu) – piłkarz norweski grający na pozycji prawego obrońcy.

## Kariera klubowa
Karierę piłkarską Høiland rozpoczął w klubie Bryne FK. Od 1995 roku był członkiem kadry pierwszej drużyny i zadebiutował w niej w rozgrywkach drugiej ligi norweskiej. W Bryne grał do końca 1996 roku, a na początku 1997 przeszdedł do pierwszoligowego Kongsvinger IL. W 1998 roku spadł z Kongsvinger do drugiej ligi.
W 1999 roku po degradacji swojego zespołu Høiland zmienił barwy klubowe i przeszedł do szwedzkiego IFK Göteborg, gdzie od razu stał się podstawowym zawodnikiem. W IFK występował przez cztery sezony i w 2003 roku opuścił ten klub na rzecz innego pierwszoligowca Malmö FF. W barwach Malmö zadebiutował 8 kwietnia 2003 w wygranym 2:0 domowym meczu z Örebro SK. W 2004 roku został z Malmö mistrzem Szwecji, po raz pierwszy w swojej karierze.
Na początku 2006 roku Høiland został wypożyczony do 1. FC Kaiserslautern. W Bundeslidze swój debiut zaliczył 29 stycznia w przegranym 0:2 spotkaniu z FC Schalke 04. W zespole "Czerwonych Diabłów" rozegrał 9 spotkań, jednak spadł z nim do drugiej ligi. Latem powrócił do Malmö, w którym grał do lata 2007 roku.
Kolejnym klubem w karierze Norwega stał się Stabæk Fotball z Bærum. Swoje pierwsze spotkanie w nowej drużynie rozegrał 22 października, a Stabæk uległ 1:2 na wyjeździe Vikingowi. W 2007 roku został wicemistrzem kraju. Z kolei w 2008 roku wraz ze Stabækiem wywalczył pierwsze w historii klubu mistrzostwo Norwegii. W 2011 roku odszedł do Rosenborga Trondheim, w którym spędził trzy sezony. W 2014 roku wrócił do Stabæku. Po sezonie zakończył karierę.
| Sezon   | Klub                 | Kraj     | Rozgrywki    | Mecze | Bramki |
| ------- | -------------------- | -------- | ------------ | ----- | ------ |
| 1995    | Bryne FK             | Norwegia | Adeccoligaen | 5     | 1      |
| 1996    | Bryne FK             | Norwegia | Adeccoligaen | 19    | 1      |
| 1997    | Kongsvinger IL       | Norwegia | Tippeligaen  | 22    | 0      |
| 1998    | Kongsvinger IL       | Norwegia | Tippeligaen  | 23    | 0      |
| 1999    | IFK Göteborg         | Szwecja  | Allsvenskan  | 22    | 0      |
| 2000    | IFK Göteborg         | Szwecja  | Allsvenskan  | 21    | 0      |
| 2001    | IFK Göteborg         | Szwecja  | Allsvenskan  | 25    | 4      |
| 2002    | IFK Göteborg         | Szwecja  | Allsvenskan  | 24    | 0      |
| 2003    | Malmö FF             | Szwecja  | Allsvenskan  | 26    | 2      |
| 2004    | Malmö FF             | Szwecja  | Allsvenskan  | 25    | 4      |
| 2005    | Malmö FF             | Szwecja  | Allsvenskan  | 23    | 2      |
| 2005/06 | 1. FC Kaiserslautern | Niemcy   | Bundesliga   | 9     | 0      |
| 2006    | Malmö FF             | Szwecja  | Allsvenskan  | 2     | 0      |
| 2007    | Malmö FF             | Szwecja  | Allsvenskan  | 14    | 1      |
| 2007    | Stabæk Fotball       | Norwegia | Tippeligaen  | 3     | 1      |
| 2008    | Stabæk Fotball       | Norwegia | Tippeligaen  | 22    | 2      |
| 2009    | Stabæk Fotball       | Norwegia | Tippeligaen  | 24    | 3      |
| 2010    | Stabæk Fotball       | Norwegia | Tippeligaen  | 27    | 2      |
| 2011    | Rosenborg BK         | Norwegia | Tippeligaen  | 10    | 0      |
| 2012    | Rosenborg BK         | Norwegia | Tippeligaen  | 19    | 0      |
| 2013    | Rosenborg BK         | Norwegia | Tippeligaen  | 8     | 0      |
| 2014    | Stabæk Fotball       | Norwegia | Tippeligaen  | 23    | 3      |

## Kariera reprezentacyjna
W reprezentacji Norwegii Høiland zadebiutował 22 stycznia 2004 roku w wygranym 3:0 towarzyskim spotkaniu ze Szwecją. Od tego czasu jest regularnie powoływany do narodowej kadry Norwegii. 1 kwietnia 2009 w towarzyskim meczu z Finlandią zaliczył pierwsze trafienie w reprezentacji.